# Karl Engemann
Karl Engemann (* 19. September 1817 in Thun; † 23. Oktober 1888 ebenda) war ein Schweizer Politiker. Von 1857 bis 1866 gehörte er dem Nationalrat an.

## Biografie
Der Sohn eines Bäckers absolvierte das Gymnasium in Bern und studierte von 1838 bis 1840 Recht an der Universität Bern. 1844 erhielt Engemann das Patent als Rechtsanwalt und eröffnete daraufhin eine eigene Kanzlei in Thun. Er vertrat radikalliberale Ansichten und nahm 1844/45 an den Freischarenzügen sowie 1847 am Sonderbundskrieg teil.
Engemann kandidierte bei den Nationalratswahlen 1857 und wurde im Wahlkreis Oberland gewählt, den er bis zu seinem Rücktritt im Jahr 1866 vertrat. Von 1858 bis 1866 gehörte er auch dem Grossen Rat des Kantons Bern an. Engemann galt als begabter Redner und sprach sich gegen die Todesstrafe aus, ausserdem war er Ehrenmitglied des Grütlivereins.